# Jun. K
Kim Min-jun (en hangul: 김민준) (Daegu; 15 de enero de 1988), conocido por su nombre artístico como Jun. K, es un cantante surcoreano, compositor, productor, rapero y actor. Es el vocalista principal de 2PM.
Anteriormente conocido como Junsu,  reveló el 17 de octubre de 2012 que debido a razones familiares cambiaría su nombre a Minjun, aunque su nombre artístico quedaría igual. Aparte de sus actividades de grupo, Jun. K ha sacado dos singles digitales, un EP en Corea del Sur y dos EP en Japón, ambos alcanzando el número dos en el Oricon Albums Chart. Su segundo álbum como solista "Love Letter" consiguió el primer lugar en las listas "Hot" y "Top" del ranking de álbumes más vendidos de los Billboard en Japón. Su primer álbum como solista "Mr. NO♡" debutó en Num. 09 en la lista de Álbumes Mundiales de los Billboard. Su tercer álbum como solista "No Shadow" quedó segundo en las listas "Hot" y "Top" del ranking de álbumes más vendidos de los Billboard en Japón.

## Primeros años
Kim Minjun nació en Daegu, Corea del Sur y asistió a DongA School For The Arts. Antes de cantar,  entró y ganó varios concursos de poema y de compositores. Actualmente está atendiendo a la Escuela de Medios de Información de la Universidad de Kyunghee.
Él originalmente audicionó para YG Entertainment donde se hizo amigo de G-Dragon y Taeyang de Big Bang. Fue aceptado en ambos YG Entertainment y JYP Entertainment, pero acabó firmando con el último. Jun. K sigue siendo amigos cercanos con ambos miembros de Big Bang.

## Carrera artística

### 2008–10: Debut con 2PM y actividades como solista
Jun. K fue escogido como vocalista principal de 2PM. El grupo debutó oficialmente el 4 de septiembre de 2008.
Durante un fanmeeting de 2PM en 2009,  actuó su canción "Hot" por primera vez para su solo. "Hot" fue grabado más tarde por todos los seis miembros y fue incluido en su segundo álbum de estudio Hands Up (2011). En el 2010,  colaboró con el compositor Jung Woo en la pista "Tok Tok Tok" liberada en agosto, también colaboró como vocalista para su compañero de discográfica de ese entonces San E en la canción "B.U.B.U." (Un acrónimo para "Break Up Back Up") en septiembre como parte de su primer EP, y se unió con otros ídolos y cantantes para Cumbre del G-20 de Seúl con la canción "Let's Go" liberada en octubre.

### 2011–13: Debut como solista y rol musical
El 7 de octubre de 2011, Jun. K debutó con el sencillo "Alive". El vídeo musical fue subido al canal de YouTube oficial de 2PM tres días más tarde. La canción rápidamente subió en las listas quedando número uno en Cyworld. El 14 de marzo de 2012, salió como ringtone en Japón. JYP Entertainment declaró que la canción "muestra una mirada más profunda del mundo musical único de Jun. K. Tiene un ritmo suave que revela un nuevo encanto del cantante." También grabó "Love... Goodbye" para la banda sonora del drama coreano I Love Lee Tae-ri. Sirvió como el tema del protagonista masculino. Empezó su carrera como actor en el 2012 en la obra musical Los Tres Mosqueteros. Jun. K hacía el papel de D'Artagnan.
También fue Daniel en el musical, Jack el Destripador a comienzos del 2013.
En diciembre del 2013,  participó otra vez en el musical Los Tres Mosqueteros en Tokio, Japón.

### 2014–presente: Actividades como Solista
En una entrevista con The Star en 2014, Jun. K reveló que el editor en jefe de Oricon había dicho que Love & Hate era el álbum número uno en Japón ese año y expresó su agradecimiento: «Cuando oí esto me sentí incluso mejor. Realmente he trabajado sin descanso desde diciembre del año pasado. Di lo mejor preparándolo, pero estoy realmente agradecido de todos los que me ayudaron a conseguir este buen resultado,y a todos los que me han felicitado».
El concierto de Love & Hate quedó en el puesto 10 de los mejores conciertos en Japón de Ranking Box, por haber tenido uno de los conciertos en vivo más impresionantes del 2014, dejando a Jun. K como el único artista K-pop en la lista. El editor en jefe declaró: «Personalmente el álbum que más escuche durante este año fue 'Love & Hate' de Jun. K que salió en mayo. Es un artista que tiene una capacidad excepcional como cantante y compositor, un tono de voz impresionante, y talento musical. Su concierto en vivo era abundante, no solo con letra musical sino que también con expresividad»."
El 11 de junio de 2011, Jun.K lanzó la versión coreana de "No Love". Otra canción del EP en japonés, titulado "Mr. Doctor", estuvo presente en el álbum HOT 97's DJ LEAD's Mix Album dos veces, en 2014 y 2015.
El segundo álbum en japonés, Love Letter, se lanzó el 25 de noviembre de 2015 y rápidamente alcanzó el primer lugar en la lista de álbumes de Oricon y en los Billboard de Japón. El 30 de diciembre salió la versión coreana de Love Letter.
En julio del 2016, Jun.K anunció el lanzamiento de su primer álbum de estudio en coreano, Mr. NO♡, digitalmente el 9 de agosto y físicamente el 11 de agosto. Sostuvo un showcase el 8 de agosto antes de sacar su álbum que fue transmitido a su vez en la aplicación de Naver, Vapp.
El 4 de enero de 2017, Jun.K sorprendió con un vídeo musical de su canción "Your Wedding" para su regreso como solista en Corea. El vídeo es protagonizado por Nichkhun de 2PM y Nayeon de TWICE. "Your Wedding" fue una pre-liberación de su álbum compuesto por él mismo titulado 77-1X3-00. El 12 de enero se estrenó su álbum, junto al vídeo musical de la canción "No Shadow".
Los conciertos del tour "Love Letter" y "No Shadow" alcanzaron la lista de los 10+1 conciertos en Japón de Yahoo en años consecutivos por tener dos de los conciertos en vivo más impresionantes del 2015 y 2016 dejándolo como el único artista K-pop en las listas.

## Vida personal
Jun. K habla coreano, inglés, y japonés. Sus hobbies incluyen componer, moda, coleccionista de accesorios y zapatos. Su especialidades son el canto y escribir canciones.
Reveló que ha recibido más de 70 premios durante su periodo escolar relacionados con la escritura como ensayos e informes. «Cuándo era joven, leí muchos libros. A mi madre le gustaba escribir. Me ayudó todo el camino a escribir informes.»
Es budista. El 24 de febrero de 2011 fue admitido al programa de artes escénicas en el Instituto de Comunicación y Artes de Dong-Ah, empezando su nuevo semestre como estudiante de cuarto año.
El 17 de octubre de 2012 anunció que cambiaría legalmente su nombre de Kim Junsu a Kim Minjun debido a razones familiares. En una entrevista del 2014 con Starcast, hablaba del cambio: «Todavía hay comentarios de odio sobre mi cambio de nombre. Es un nombre que mi padre me dio por adelantado antes de que falleciera después de pensar cuándo dármelo. Hablé aproximadamente por 8 meses con mi madre acerca de esto. Pensé por un largo tiempo ya que no se sentía bien cambiar mi nombre».
El 8 de mayo de 2018, Jun. K entró al ejército para cumplir con su servicio militar obligatorio, antes de ingresar publicó una carta personal para sus fanáticos disculpándose por su incidente en febrero por conducir bajo los efectos del alcohol.

## Discografía

### EPs
| Título      | Detalles de álbum | Posiciones en las listas | Posiciones en las listas | Posiciones en las listas | Ventas                         |
| Título      | Detalles de álbum | COR                      | JPN                      | USA                      | Ventas                         |
| Coreano     | Coreano | Coreano                  | Coreano                  | Coreano                  | Coreano                        |
| ----------- | --- | ------------------------ | ------------------------ | ------------------------ | ------------------------------ |
| Mr. NO♡     | - Lanzamiento: 9 de agosto del 2016 - Sello discográfico: JYP Entertainment - Formato:CD, descarga digital Track listing 1. Mr. NO♡ 2. Think About You 3. Better Man 4. Young Forever 5. Ocean Waves 6. My House (solo ver.) 7. Don't Go 8. No Love Part 2                                                                                                | 5                        | 9                        | 9                        | - COR: 25,700+ - JPN: 4,921    |
| 77-1X3-00   | - Lanzamiento: 12 de enero del 2017 - Sello discográfico: JYP Entertainment - Formato: CD, descarga digital Track listing 1. alive pt2 2. no shadow 3. no goodbye 4. phone call 5. mary poppins 6. good morning 7. walking on the moon 8. just one night 9. love letter remix 10. Your Wedding (결혼식)                                                   | 5                        | 29                       | —                        | - JPN: 2,704                   |
| Japonés     | |                          |                          |                          |                                |
| Love & Hate | - Lanzamiento: 14 de mayo de 2014 - Sello discográfico: Epic Records Japan - Formato: CD, descarga digital Track listing 1. Love & Hate 2. No Music No Life 3. With You 4. Mr. Doctor 5. Real Love 6. No Love 7. True Swag Part 2 8. Writing a Letter 9. Love & Hate (instrumental)                                                                       | —                        | 2                        | —                        | - JPN: 45,707+[cita requerida] |
| Love Letter | - Lanzamiento: 25 de noviembre de 2015 - Sello discográfico: Epic Records Japan - Formato: CD, descarga digital Track listing 1. Love Letter 2. Better Man 3. Good Morning 4. Walking on the Moon 5. Hold Me Tight 6. Love Letter (instrumental) 7. Sorry 8. Love Game 9. Everest (album ver.)                                                            | —                        | 2                        | —                        | - JPN: 36,241[cita requerida]  |
| No Shadow   | - Lanzamiento: 14 de diciembre del 2016 - Sello discográfico: Epic Records Japan - Formato: CD, descarga digital Track listing 1. No Shadow 2. Mary Poppins 3. Phone Call 4. Mr. NO♡ (Japanese ver.) 5. Think About You (Japanese ver.) 6. No Shadow (instrumental) 7. Lost Boy (道をなくした少年) 8. Young Forever (Japanese ver.) 9. 50 50 (album ver.) | —                        | 2                        | —                        | - JPN: 33,392                  |

### Singles
| Título                                                                          | Año     | Posición en las listas | Ventas (descarga Digital) | Álbum       |
| Título                                                                          | Año     | COR                    | Ventas (descarga Digital) | Álbum       |
| Coreano                                                                         | Coreano | Coreano                | Coreano                   | Coreano     |
| ------------------------------------------------------------------------------- | ------- | ---------------------- | ------------------------- | ----------- |
| "Alive"                                                                         | 2011    | —                      |                           | —           |
| "No Love"                                                                       | 2014    | —                      |                           | —           |
| "Love Letter"                                                                   | 2015    | 354                    |                           | —           |
| "Think About You"                                                               | 2016    | 124                    | - COR: 9,696+             | Mr. NO♡     |
| "Young Forever"                                                                 | 2016    | —                      |                           | Mr. NO♡     |
| "Your Wedding"                                                                  | 2017    | —                      |                           | 77-1x3-00   |
| "No Shadow"                                                                     | 2017    | —                      | —                         | 77-1x3-00   |
| Japonés                                                                         |         |                        |                           |             |
| "Love & Hate"                                                                   | 2014    | —                      |                           | Love & Hate |
| "No Love"                                                                       | 2014    | —                      |                           | Love & Hate |
| "Love Letter"                                                                   | 2015    | —                      |                           | Love Letter |
| "No Shadow"                                                                     | 2016    | —                      |                           | No Shadow   |
| "—" Denota aquello que no llegó a las listas o no fue lanzado en aquella región |         |                        |                           |             |

### Aparición en bandas sonoras y colaboraciones
| Año  | Álbum                 | Título                                                        | Artista |
| ---- | --------------------- | ------------------------------------------------------------- | --- |
| 2010 | Single                | "Tok Tok Tok" (뚝뚝뚝; Ttukttukttuk)                          | Jun. K & Jung Woo |
| 2010 | Everybody Ready?      | "B.U.B.U."(feat. Jun. K)                                      | San E |
| 2010 | Single                | "Let's Go" (canción 2010 G-20 cumbre de Seúl)                 | List of Artists Jun. K, Lala, Anna, G.NA, IU, Son Dam-bi, Seo In-guk, Bumkey, Changmin, Gayoon, Kahi, Gyuri, G.O, Junhyung, Jonghyun, Sungmin, Min, Seohyun, Luna, Jaekyung, Jieun |
| 2010 | Single                | "Music" (tema musical MAMA 2010)                              | Jun. K, Narsha, JeA, 8Eight, Supreme Team, Boohwal |
| 2011 | Rainy Days            | "Rainy Days"(feat. Jun. K)                                    | One Way |
| 2011 | Watch                 | "Sunshine"(con Jun. K)                                        | Kan Mi-youn |
| 2011 | Woman                 | "Count 3"(feat. Jun. K)                                       | Double |
| 2011 | Dream High OST        | "Don't Go" (가지마; Gajima)                                   | Con Lim Jeong-hee |
| 2012 | 23, Male, Single      | "DJ Got Me Goin' Crazy" (feat. Jun. K)                        | Wooyoung |
| 2012 | I'm Baek              | "Always"(feat. Jun. K)                                        | Baek Un-yeon |
| 2012 | I Love Lee Tae-ri OST | "Love... Goodbye" (사랑.. 안녕; Sarang... Annyeong)           | — |
| 2014 |                       | "Just As It Is" (있는 그대로; Issneun Geudaero)(feat. Jun. K) | Lel |
| 2014 | Red Carpet OST        | "Come Back"                                                   | — |
| 2015 | Once in a Lifetime    | "Everytime Everyday"(feat. Jun. K)                            | Kim Johan |
| 2015 |                       | "Chameleon"(feat. Jun. K)                                     | SIMON |
| 2016 | DSMN                  | "HYPER"(feat. Jun. K)                                         | Junho |

### Composiciones y créditos
| Título                                                  | Año  | Artista                | Álbum              | Notas                                                                  |
| ------------------------------------------------------- | ---- | ---------------------- | ------------------ | ---------------------------------------------------------------------- |
| "Don't Go" (가지마; Gajima)                             | 2011 | Jun. K & Lim Jeong-hee | Dream High OST     |                                                                        |
| "Sunshine"(feat. Jun. K)                                | 2011 | Kan Mi-youn            | Watch              |                                                                        |
| "Hot"                                                   | 2011 | 2PM                    | Hands Up           |                                                                        |
| "Alive"                                                 | 2011 | Jun. K                 | Single             |                                                                        |
| "Even When We're Apart" (離れていても; Hanarete ite mo) | 2011 | 2PM                    | Republic of 2PM    |                                                                        |
| "No Goodbyes"                                           | 2012 | One Day (2PM & 2AM)    | One Day            |                                                                        |
| "DJ Got Me Goin' Crazy"(feat Jun. K)                    | 2012 | Wooyoung               | 23, Male, Single   |                                                                        |
| "Always"(feat. Jun. K)                                  | 2012 | Baek Un-yeon           | I'm Baek           |                                                                        |
| "Sunshine"                                              | 2012 | Jun. K                 | My Little Hero OST |                                                                        |
| "True Swag"                                             | 2013 | Jun. K                 | Legend of 2PM      |                                                                        |
| "Game Over"                                             | 2013 | 2PM                    | Grown              |                                                                        |
| "Suddenly" (문득; Mundeuk)                              | 2013 | 2PM                    | Grown              | Versión coreana de "Even When We're Apart"                             |
| "True Swag"                                             | 2013 | Jun. K                 | Grown              | Grand Edition (disco 2); versión coreana                               |
| "Falling in Love"                                       | 2014 | 2PM                    | Genesis of 2PM     | Originalmente liberado en el lado B del sencillo "Give Me Love" de 2PM |
| "So WonderfuL"                                          | 2014 | Nichkhun               | Genesis of 2PM     | Edición limitada Bonus track (disco 2)                                 |
| "Love & Hate"                                           | 2014 | Jun. K                 | Love & Hate        |                                                                        |
| "No Music No Life"(feat. Ai)                            | 2014 | Jun. K                 | Love & Hate        |                                                                        |
| "With You"                                              | 2014 | Jun. K                 | Love & Hate        |                                                                        |
| "Mr. Doctor"                                            | 2014 | Jun. K                 | Love & Hate        |                                                                        |
| "Real Love"(feat. Lang Lang)                            | 2014 | Jun. K                 | Love & Hate        |                                                                        |
| "No Love"                                               | 2014 | Jun. K                 | Love & Hate        | Edición limitada Bonus track                                           |
| "True Swag Part 2"(feat. Simon)                         | 2014 | Jun. K                 | Love & Hate        | Edición limitada Bonus track                                           |
| "Writing a Letter" (手紙を書く; Tegami wo Kaku)         | 2014 | Jun. K                 | Love & Hate        | Edición limitada Bonus track                                           |
| "Go Crazy!" (미친 거 아니야?; Michin geo Aniya?)        | 2014 | 2PM                    | Go Crazy!          |                                                                        |
| "Goodbye Trip" (이별 여행; Ibyeol Yeohaeng)             | 2014 | 2PM                    | Go Crazy!          |                                                                        |
| "Superman"                                              | 2014 | Jun. K & Wooyoung      | Go Crazy!          | Grand Edition (disco 2)                                                |
| "Brodia" (ブローディア; Burōdia)                        | 2014 | Tomohisa Yamashita     | You                |                                                                        |
| "So Lucky"                                              | 2014 | Got7                   | Around the World   |                                                                        |
| "Go Crazy!" (ミダレテミナ; Midaretemina)                | 2015 | 2PM                    | 2PM of 2PM         | Versión japonesa                                                       |
| "Sexy Ladies"                                           | 2015 | 2PM                    | 2PM of 2PM         |                                                                        |
| "Work Hard Play Hard"                                   | 2015 | Jun. K                 | 2PM of 2PM         | Edición limitada Bonus track (disco 2)                                 |
| "My House" (우리집; Urijib)                             | 2015 | 2PM                    | No.5               |                                                                        |
| "Not the Only One" (너만의 남자; Neomanui Namja)        | 2015 | 2PM                    | No.5               |                                                                        |
| "Higher"                                                | 2015 | 2PM                    | Higher             |                                                                        |
| "Love Letter"                                           | 2015 | Jun. K                 | Love Letter        |                                                                        |
| "Better Man"                                            | 2015 | Jun. K                 | Love Letter        |                                                                        |
| "Good Morning"                                          | 2015 | Jun. K                 | Love Letter        |                                                                        |
| "Walking on the Moon"                                   | 2015 | Jun. K                 | Love Letter        |                                                                        |
| "Hold Me Tight"                                         | 2015 | Jun. K                 | Love Letter        |                                                                        |
| "Sorry"                                                 | 2015 | Jun. K                 | Love Letter        | Edición limitada B Bonus track                                         |
| "Love Game"                                             | 2015 | Jun. K                 | Love Letter        | Edición limitada B Bonus track                                         |
| "Everest"                                               | 2015 | Jun. K                 | Love Letter        | Edición limitada B Bonus track                                         |
| "50 50"                                                 | 2016 | Jun. K & Taecyeon      | Galaxy of 2PM      | Edición limitada B Bonus track                                         |
| "Mr. NO♡"                                               | 2016 | Jun. K                 | Mr. NO♡            |                                                                        |
| "Think About You"                                       | 2016 | Jun. K                 | Mr. NO♡            |                                                                        |
| "Better Man"                                            | 2016 | Jun. K                 | Mr. NO♡            |                                                                        |
| "Young Forever"                                         | 2016 | Jun. K                 | Mr. NO♡            |                                                                        |
| "Surfing"                                               | 2016 | Jun. K                 | Mr. NO♡            |                                                                        |
| "My House" (versión de solista)                         | 2016 | Jun. K                 | Mr. NO♡            |                                                                        |
| "Don't Go" (feat. Baek Ayeon)                           | 2016 | Jun. K                 | Mr. NO♡            |                                                                        |
| "No Love Part 2" (feat. San E)                          | 2016 | Jun. K                 | Mr. NO♡            |                                                                        |
| "No Shadow"                                             | 2016 | Jun. K                 | No Shadow          |                                                                        |
| "Mary Poppins"                                          | 2016 | Jun. K                 | No Shadow          |                                                                        |
| "Phone Call"                                            | 2016 | Jun. K                 | No Shadow          |                                                                        |
| "Mr. NO♡" (versión japonesa)                            | 2016 | Jun. K                 | No Shadow          |                                                                        |
| "Think About You" (versión japonesa)                    | 2016 | Jun. K                 | No Shadow          |                                                                        |
| "Lost Boy"                                              | 2016 | Jun. K                 | No Shadow          | Edición limitada B Bonus track                                         |
| "Young Forever" (versión japonesa)                      | 2016 | Jun. K                 | No Shadow          | Edición limitada B Bonus track                                         |
| "50 50" (versión de Solista)                            | 2016 | Jun. K                 | No Shadow          | Edición limitada B Bonus track                                         |
| "Alive Part 2"                                          | 2017 | Jun. K                 | 77-1x3-00          |                                                                        |
| "No Shadow"(versión coreana)                            | 2017 | Jun. K                 | 77-1x3-00          |                                                                        |
| "No Goodbyes (versión de solista)                       | 2017 | Jun. K                 | 77-1x3-00          |                                                                        |
| "Phone Call" (versión coreana)                          | 2017 | Jun. K                 | 77-1x3-00          |                                                                        |
| "Mary Poppins" (versión coreana)                        | 2017 | Jun. K                 | 77-1x3-00          |                                                                        |
| "Good Morning" (Versión coreana)                        | 2017 | Jun. K                 | 77-1x3-00          |                                                                        |
| "Walking On The Moon" (versión coreana)                 | 2017 | Jun. K                 | 77-1x3-00          |                                                                        |
| "Just One Night"                                        | 2017 | Jun. K                 | 77-1x3-00          |                                                                        |
| "Love Letter (Remix)"                                   | 2017 | Jun. K                 | 77-1x3-00          |                                                                        |
| "Your Wedding"                                          | 2017 | Jun. K                 | 77-1x3-00          |                                                                        |

## Filmografía

### Reality Shows
| Año | Año  | Título                  | Red   | Episodios | Originalmente emitido   | Originalmente emitido    |
| Año | Año  | Título                  | Red   | Episodios | Primera emisión         | Último emisión           |
| --- | ---- | ----------------------- | ----- | --------- | ----------------------- | ------------------------ |
|     | 2008 | Hot Blood               | Mnet  | 10        | 10 de octubre de 2008   | 8 de noviembre de 2008   |
|     | 2008 | Idol Army (Season 3)    | MBC   | 17        | 4 de diciembre de 2008  | 26 de marzo de 2009      |
|     | 2009 | Wild Bunny              | Mnet  | 7         | 21 de julio de 2009     | 21 de agosto de 2009     |
|     | 2011 | 2PM Show!               | SBS   | 12        | 9 de julio de 2011      | 24 de septiembre de 2011 |
|     | 2012 | The Romantic and Idol   | TvN   | 8         | 11 de noviembre de 2012 | 3 de diciembre de 2012   |
|     | 2013 | A Song For You From 2PM | KBS2  | 15        | 17 de febrero de 2013   | 24 de mayo de 2013       |
|     | 2015 | Oven Radio              | 1theK | 5         | 14 de junio de 2015     | 18 de junio de 2015      |

### Programas de TV
| Año        | Título                        | Notas                                                               |
| ---------- | ----------------------------- | ------------------------------------------------------------------- |
| 2011       | Immortal Songs 2              |                                                                     |
| 2011       | Hello Counselor               | Episodio 30                                                         |
| 2012       | Immortal Songs 2              | Edición especial                                                    |
| 2013       | Infinite Challenge            | Episodio 341                                                        |
| 2013       | Hello Counselor               | Episodio 125                                                        |
| 2014       | Immortal Songs 2              |                                                                     |
| 2014       | Hello Counselor               | Invitado, Ep. 191 con Taecyeon y Wooyoung                           |
| 2014       | Entertainment Weekly          | Invitado con 2PM                                                    |
| 2014, 2015 | Running Man                   | Invitado con 2PM                                                    |
| 2016       | King of Mask Singer           | Episodios 43 y 44 (concursante con el nombre "Dream of the Square") |
| 2016       | I Can See Your Voice Season 3 | Episodio 9 (con Nichkhun & Wooyoung de 2PM)                         |
| 2016       | Hello Counselor               | Episodio 289                                                        |
| 2016       | Problematic Men               | Episodio 78                                                         |
| 2016       | Duet Song Festival            | Episodio 27 y 28 (con Lee Eui-jeong)                                |

### Teatro musical
| Año       | Título               | Función    | Notas           |
| --------- | -------------------- | ---------- | --------------- |
| 2013–2014 | Los Tres Mosqueteros | D'Artagnan | Papel Principal |
| 2013      | Jack el Destripador  | Daniel     | Papel Principal |

### Vídeos Musicales
| Año  | Título                           | Vídeo oficial en YouTube |
| ---- | -------------------------------- | ------------------------ |
| 2011 | "Alive"                          | Alive                    |
| 2014 | "Love & Hate"                    | Love & Hate              |
| 2014 | "True Swag Part 2"(feat. SIMON)  | True Swag                |
| 2014 | "No Love" (versión japonesa)     | —                        |
| 2014 | "No Love" (versión coreana)      | No Love                  |
| 2015 | "Love Letter" (versión japonesa) | Love Letter              |
| 2015 | "Everest"                        | Everest                  |
| 2015 | "Love Letter" (versión coreana)  | Love Letter              |
| 2016 | "THINK ABOUT YOU"                | Think About You          |
| 2016 | "YOUNG FOREVER"                  | Young Forever            |
| 2016 | "No Shadow" (versión japonesa)   | No Shadow                |
| 2017 | "Your Wedding"                   | Your Wedding             |
| 2017 | "No Shadow" (versión coreana)    | No Shadow                |
| 2017 | "Moving Day"                     | Moving Day               |